# Largo viaje hacia la noche
Largo viaje hacia la noche (Long Day's Journey into Night), también conocida en español como Viaje de un largo día hacia la noche (traducción literal del título), es una obra de teatro del dramaturgo estadounidense Eugene O’Neill, escrita entre 1941 y 1942, estrenada en 1956, apenas tres años después de su muerte. Siendo la obra maestra del autor, se la considera como uno de los textos introductorios del teatro realista del siglo Xx.

## Argumento
Ambientada durante un día de verano de 1912 en el hogar de los Tyrone, la trama parte con  Mary, la madre que ha regresado a casa tras un tratamiento por su adicción a la morfina y ahora se reencuentra con su marido James, un actor de teatro retirado, y sus dos hijos Jamie de 33 años y Edmund de 23. Conforme el día transcurre, las esperanzas de los personajes parecen verse quebrantadas ante los problemas que enfrenta cada uno de los personajes y que los ha colocado en un descontento colectivo, partiendo de la preocupación de los miembros ante la salud de Edmund, para continuar con los resentimientos ocultos que se tienen padres e hijos. Las relaciones familiares no son sencillas y las rencillas y tensiones entre los miembros del clan que se suceden a lo largo de la obra lo demuestran y que, junto con un problema de adicción al alcohol y la morfina, plantean un escenario desalentador en el que Mary parece no haber superado su adicción y lo que parece ser una  sentencia de muerte para Edmund, quien al haber enfermado de tuberculosis, tal y como el padre de Mary, dudan que consiga mejorar.

## Personajes
- Mary Tyrone: Es una mujer de 54 años de ascendencia irlandesa. Se caracteriza por su aspecto jovial y belleza que aun con los estragos de la edad y su padecimiento con la artritis parece conservar. Se reconoce como un personaje que resulta encantador y sencillo; sin embargo, muestra igualmente una faceta de frustración por los sueños y planes de vida que no realizó —como el ser monja o pianista—  al igual que se le observa cargar con un arrepentimiento por la concepción de Edmund tras haber perdido a otro hijo.
- James Tyrone:  Aparentando ser diez años más joven, y de apariencia igualmente atractiva. Suele vestir prendas gastadas que hacen alusión a su obsesión con cuidar su dinero de gastos que le resulten innecesarios o excesivos, y la cual ha adquirido dado a su vida antes de convertirse en actor.  Pese a ser descrito como una persona de temperamento tranquilo, tiene la tendencia a molestarse con facilidad cada que se le cuestiona sobre temas financieros, la bebida y sus hijos, de quien suele sentirse decepcionado.
- James Jr. Tyrone: Heredando la fisiología de su padre, pero sin parecerse en personalidad, suele ser escrito como un hombre holgazán, incapaz de valerse completamente de sí mismo, y que además se muestra inconforme con su vida y hasta cierto punto abordado en el libro, envidiando lo que otros, especialmente su hermano son.
- Edmund Tyrone:  Parecido más a su madre, ha heredado sus rasgos alargados. Aun siendo diez años más joven que su hermano, su deteriorada salud lo ha hecho envejecer y le ha otorgado un aspecto enfermizo. Considerado un escritor, se menciona en la obra la sensibilidad que tiene para observar el mundo y el cual parece también haberlo dotado de hasta cierto pesimismo que su familia detesta.
- Cathleen: Empleada doméstica de la casa. Es descrita por Mary como una mujer parlanchina y estúpida,

## Representaciones destacadas
- Dramaten, Estocolmo, 2 de febrero de 1956. Estreno mundial. (Representación en sueco con el título de Lång dags färd mot natt).
  - Dirección: Bengt Ekerot.
  - Intérpretes: Lars Hanson (James Tyrone), Inga Tidblad (Mary Tyrone), Ulf Palme (Jamie Tyrone), Jarl Kulle (Edmund Tyrone).Los actores Kirsti Ortola (Mary) e Ismo Kallio (Edmund) en una puesta en escena de la obra en Helsinki.

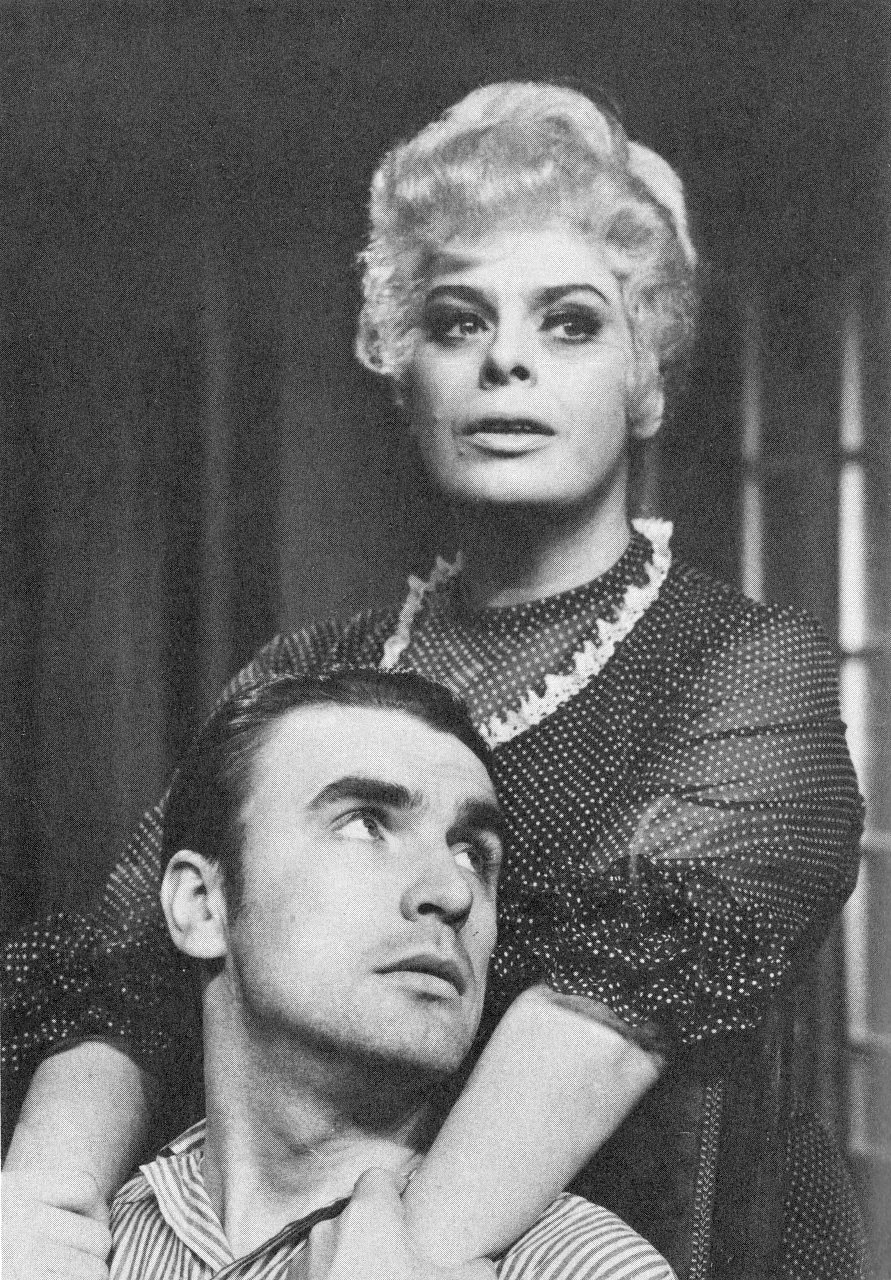
Los actores Kirsti Ortola (Mary) e Ismo Kallio (Edmund) en una puesta en escena de la obra en Helsinki.

- Helen Hayes Theatre, Broadway, Nueva York, 7 de noviembre de 1956.
  - Dirección: José Quintero.
  - Intérpretes: Fredric March (James), Florence Eldridge (Mary), Jason Robards, Jr. (Jamie), Bradford Dillman (Edmund), Katharine Ross (Cathleen).

- Globe Theatre, Londres, 1958.
  - Dirección: José Quintero.
  - Intérpretes: Anthony Quayle (James), Gwen Ffrangcon-Davies (Mary), Ian Bannen (Jamie), Alan Bates (Edmund), Etain O'Dell (Cathleen).

- Théâtre Hébertot, París, 1959.
  - Dirección: Marcelle Tassencourt
  - Intérpretes: Pierre Vaneck, Jacques Hébertot, Jacques Hébertot, Gaby Morlay.

- Teatro Lara, Madrid, 1960.[3]
  - Dirección: Alberto González Vergel.
  - Intérpretes: Andrés Mejuto (James), Ana María Noé (Mary), José Luis Pellicena, José Martín.

- Memorial Art Center, Atlanta, 1970.
  - Dirección: Michael Howard.
  - Intérpretes: Robert Foxworth (James), Jo Van Fleet (Mary),  Gerald Richards (Jamie).

- Promenade Theatre, Broadway, Nueva York, 1971.
  - Dirección: Arvin Brown.
  - Intérpretes: Robert Ryan (James), Geraldine Fitzgerald (Mary), Stacy Keach (Jamie), James Naughton (Edmund) y Paddy Croft (Cathleen).

- Royal National Theatre, Londres, 1971 
  - Dirección: Michael Blakemore.
  - Intérpretes: Laurence Olivier (James), Constance Cummings (Mary), Denis Quilley (Jamie), Ronald Pickup (Edmund) y Jo Maxwell-Muller (Cathleen).

- Théâtre de l'Atelier, París, 1973.
  - Dirección: Georges Wilson.
  - Intérpretes: Georges Wilson (James Tyrone), Suzanne Flon (Mary Cavan-Tyrone), Josep Maria Flotats (Edmund Tyrone), Bernard Verley (Jamie Tyrone), Michèle Simonnet (Cathleen).

- Brooklyn Academy of Music, Brooklyn, Nueva York, 1976.
  - Dirección: Jason Robards, Jr.
  - Intérpretes: Jason Robards, Jr. (James), Zoe Caldwell (Mary), Kevin Conway (Jamie), Michael Moriarty (Edmund) y Lindsay Crouse (Cathleen).

- Broadhurst Theatre, Broadway, Nueva York, 1986.
  - Dirección: Jonathan Miller.
  - Intérpretes: Jack Lemmon (James), Bethel Leslie (Mary), Kevin Spacey (Jamie), Peter Gallagher (Edmund) y Jodie Lynne McClintock (Cathleen).

- Teatro Español, Madrid, 1988.
  - Dirección: Miguel Narros y William Layton.
  - Intérpretes: Alberto Closas (James), Margarita Lozano (Mary), Carlos Hipólito (Edmund), José Pedro Carrión (Jamie), Ana Goya (Cathleen).

- Dramaten, Estocolmo, 1988 
  - Dirección: Ingmar Bergman.
  - Intérpretes: Jarl Kulle (James Tyrone), Bibi Andersson (Mary Tyrone), Thommy Berggren (Jim Tyrone), Peter Stormare (Edmund Tyrone), Kicki Bramberg (Cathleen).

- Teatro Albéniz, Madrid, 1991. Con el título de Viaje de un largo día hacia la noche[4]
  - Dirección: John Strasberg.
  - Intérpretes: Héctor Alterio (James), Julieta Serrano (Mary), Jaume Valls y Ramón Madaula.

- Teatro Maipo, Buenos Aires, 1999. Con el título de Viaje de un largo día hacia la noche
  - Intérpretes: Norma Aleandro (Mary Tyrone), Alfredo Alcón (James Tyrone), Oscar Ferrigno (hijo) (Jamie Tyrone),  Fernán Mirás (Edmund Tyrone) y Mirta Wons (Cathleen).

- Lyric Theatre, Londres, 2000. 
  - Intérpretes: Jessica Lange (Mary), Charles Dance (James), Paul Rudd (Jamie),  Paul Nicholls (Edmund) y Olivia Colman (Cathleen).

- Plymouth Theatre, Broadway, Nueva York, 2003. 
  - Dirección: Robert Falls.
  - Intérpretes: Brian Dennehy (James), Vanessa Redgrave (Mary), Philip Seymour Hoffman (Jamie), Robert Sean Leonard (Edmund) y Fiana Toibin (Cathleen).

- Teatro de La Abadía, Madrid, 2006.
  - Dirección: Àlex Rigola.
  - Intérpretes: Chete Lera (James), Mercè Aránega (Mary), Israel Elejalde (Jamie) y Oriol Vila (Edmund).

- Riksteatret, Oslo, 2010
  - Dirección: Stein Winge.

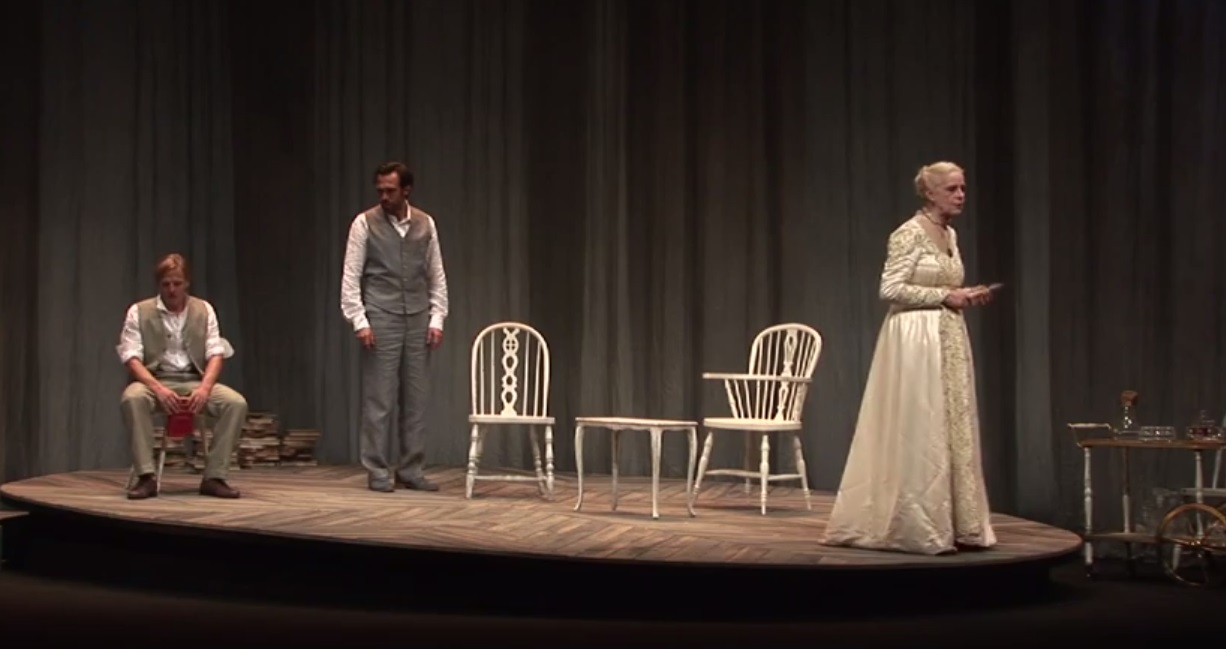
Juan Díez, Alberto Iglesias y Vicky Peña en la representación de Madrid de 2014

  - Intérpretes: Bjørn Sundquist (James), Liv Ullmann (Mary), Anders Baasmo Christiansen (Jamie), Pål Sverre Valheim Hagen (Edmund) y Viktoria Winge (Cathleen).

- Teatro Marquina, Madrid, 2014[5]
  - Dirección: Juan José Alfonso.
  - Versión: Borja Ortiz de Gondra
  - Intérpretes: Mario Gas (James), Vicky Peña (Mary), Juan Díaz (Edmund), Mamen Camacho (Cathleen) y Alberto Iglesias (Jamie).

- American Airlines Theatre, Broadway, Nueva York, 2016. 
  - Dirección:  Jonathan Kent.
  - Intérpretes: Jessica Lange (Mary), Gabriel Byrne (James), Michael Shannon (Jamie) y John Gallagher, Jr. (Edmund).

## Versión cinematográfica
Se hizo una película que en España tiene el título Larga jornada hacia la noche. Fue estrenada en 1962, y contaba con dirección de Sidney Lumet y actuación principal de Katharine Hepburn, Ralph Richardson, Jason Robards y Dean Stockwell.
En 2022 se filmó una nueva adaptación cinematográfica , dirigida por Jonathan Kent (en su debut como director de largometrajes) y protagonizada por Jessica Lange (repitiendo su papel de la reposición de Broadway de 2016), Ed Harris , Ben Foster y Colin Morgan. La película aún no se ha estrenado.